# 騎官七
豺狼座μ，又名CD-47 9860，HD 135734、SAO 225638、HR 5683，是豺狼座的一颗恒星，视星等为4.27，位于銀經326.86，銀緯8.05，其B1900.0坐标为赤經15h 11m 34.4s，赤緯-47° 8.05′ 25″。